# Helicopsyche anaksaku
Helicopsyche anaksaku är en nattsländeart som beskrevs av Malicky 1995. Helicopsyche anaksaku ingår i släktet Helicopsyche och familjen Helicopsychidae. Inga underarter finns listade i Catalogue of Life.